# Мацумото, Дзиитиро

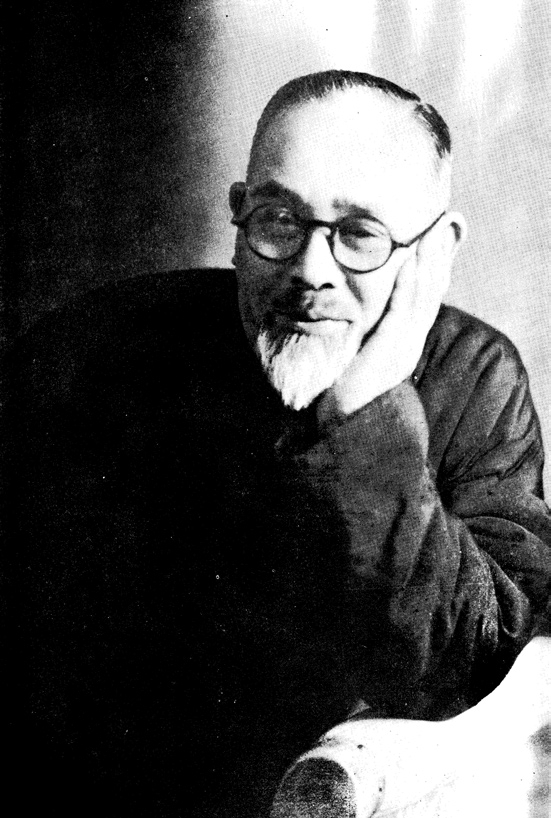
Дзиитиро Мацумото

Дзиитиро Мацумото (яп. 松本 治一郎 Мацумото Дзиитиро:, 18 июня 1887, Фукуока, Япония — 22 ноября 1966) — активист движения буракуминов за гражданские права, член «Суйхэйся» (затем — Лиги освобождения буракуминов), первый депутат-бураку в японском парламенте.

## Биография
Родители Дзиитиро были буракуминами. В молодости он зарабатывал предсказаниями и врачеванием (будучи скорее знахарем или даже шарлатаном, нежели классическим врачом). Затем занялся последовательно бизнесом, борьбой за права буракуминов и политикой. В 1927 провёл четыре месяца в тюрьме за покушение на Токугава Иэсато, против которого до этого вёл политическую кампанию. В 1953 стал председателем Японо-китайской ассоциации за мир. Смерть Мацумото в 1966 году вызвала серьезный кризис в организации. В Центре освобождения бураку в префектуре Фукуока ему установлена бронзовая статуя.

## Критика
Во время Второй мировой войны активно поддерживал японский милитаризм. После поражения в войне быстро изменил свои взгляды и стал говорить, что всегда был пацифистом. Также Мацумото критиковали за качество оказываемой медицинской помощи и методы самопрезентации, которые он практиковал, будучи врачом в Китае во время войны.